# Mathew Fraser
Mathew „Mat” Fraser (ur. 25 stycznia 1990 w Kingston) – amerykański sportowiec, zajmujący się dziedziną sportów siłowych o nazwie CrossFit.

## Życiorys
Syn pary łyżwiarskiej, Dona Frasera i Candace Jones. Absolwent University of Vermont; studiował inżynierię. Sporty siłowe zaczął uprawiać jako dwunastolatek.
W lipcu 2016 został absolutnym zwycięzcą zawodów CrossFit Games, rozegranych w Kalifornii; z uwagi na charakter dyscypliny CrossFit uzyskał tym samym tytuł „najbardziej wysportowanego mężczyzny na świecie”. W zawodach tych brał udział także w ciągu dwóch poprzednich lat, zdobywając srebrne medale. W 2017 uznano go za jednego z czołowych zawodników CrossFit.
Znany z muskularnej budowy ciała, ma 170 cm wzrostu, a waży około 85–90 kg. Mieszka w Colchester w hrabstwie Chittenden.

## Uczestnictwo w zawodach CrossFit
| Rok  | Pozycja ogólna | Pozycja w zawodach regionalnych | Pozycja w kategorii open |
| ---- | -------------- | ------------------------------- | ------------------------ |
| 2014 | 2.             | 1. (Północny Wschód USA)        | 7.                       |
| 2015 | 2.             | 1. (Wschód)                     | 1.                       |
| 2016 | 1.             | 1. (Wschód)                     | 7.                       |
| 2017 | 1.             | 1. (Wschód)                     | 1.                       |
| 2018 | 1.             | 1. (Centrum)                    | 1.                       |
| 2019 | 1.             | 1. (Dubai) 1. (Rogue)           | 1.                       |